# Умирающий свет
«Умирающий Свет» (англ. Dying of the Light) — научно-фантастический роман американского писателя Джорджа Рэймонда Ричарда Мартина, впервые опубликован в 1977 году. Первоначальное название «После фестиваля» было изменено до первой публикации книги. Произведение было номинировано на премию Хьюго за лучший роман в 1978 году и на британскую премию фэнтези в 1979 году.

## Сюжет
События книги происходят на планете Уорлорн, в мире, который умирает. Эта странствующая планета попала в притяжение системы Толстого Черта (красный гигант и шесть желтых карликов вокруг него, памятник древней могучей цивилизации) на пятьдесят лет. 14 человеческих империй решили построить на ней каждая по городу и провести «фестиваль могущества» на все эти пятьдесят лет. Теперь планета удаляется от Толстого Черта в область, где царят тьма и холод, и где нет условий для жизни. 14 городов Уорлорна, построенных в течение короткого отрезка времени, когда планета проходила достаточно близко от красного гиганта, умирают вместе с ней.
Персонажи романа также играют со смертью. Дерк Т’Лариен, главный герой, считает жизнь лишённой смысла и мало привлекательной после того, как его подруга Гвен Дельвано бросила его. Наиболее ярко освещённая из 14 представленных на Уорлорне культур, Кавалаанская, с представителем которой Гвен «состоит в браке», умирает в социальном отношении. Родная планета кавалаанцев когда-то пережила многочисленные нападения корабля-сеятеля (то есть бомбардировщика, ведущего биологическую войну). Специфика кавалаанской цивилизации заключается в том, что большинство девочек умирает в юности, так что у квалаанцев существовал сильный перекос в соотношении полов. В результате у них развились собственные специфические социальные институты и модели человеческих отношений: Кавалаанцы сделали женщин общей собственностью мужчин клана, а аналогом семьи стал институт «тейнов». Тейн — некий аналог названного брата, но более сильный. Кавалаанец не может не иметь тейна. Но теперь, когда война давно прошла, многие кавалаанцы пытаются приспособиться к реалиям современного мира и отказываются от старых традиций. Это означает конец для древней Кавалаанской культуры. В то же время Гвен Дельвано, получив от Джаана железное кольцо с жадеитом (символ клана айронджейдов), ошибочно подумала, что выходит за него замуж. В то время, как Гвен стала его бетейн (буквально — «женщина для мужчины»), она внезапно выяснила, что быть женщиной кавалаанца означает также быть женщиной и его тейна. Собственно, на перипетиях взаимоотношений Дерка, Гвен и двух айроджейдов строится значительная часть драмы.
В финале, после конфликта айронджедов и брейтов, тейн Джаана погибает, а тейн одного из погибших брейтов, движимый чувством долга к своему покойному тейну, устраивает засаду у космопорта, куда прилетел последний космический корабль.
Дерк жертвует собой, отправляя брейту приглашение на дуэль, которая должна состояться в момент старта корабля. Брейт, который не испытывает к Джаану личной ненависти (он должен отомстить только лишь по законам тейнства) соглашается принять эту жертву (поскольку к Дерку он также не испытывает ненависти).
Они сходятся в круг для поединка на мечах, судьей выступает старик-кавалаанец, собравшийся умереть на этой планете. В этот самый момент корабль улетает, унося Джаана и Гвен в их дальнейшую жизнь.
Финал остается полуоткрытым: книга заканчивается в момент начала дуэли. С одной стороны, Дерк не обязательно погибнет в бою с более искусным мечником, потому что для окончания дуэли достаточно взаимно пролить кровь, то есть один удар получить и один нанести, а затем выйти из круга. При этом смертельный исход не обязателен, а брейт не имеет личных мотивов убить Дерка, он тоже должен один удар нанести и один получить.
Однако, поскольку только что отбыл последний корабль, то все трое оставшихся — Дерк, кавалаанец-брейт и кавалаанец-старик — в любом случае обречены умереть через несколько месяцев, когда планета окончательно умрет (то есть остынет до предела, за которым уже невозможно выжить живым существам).

## Название
В качестве названия использована строчка из поэмы о смерти Дилана Томаса «Do Not Go Gentle into That Good Night»:

Не следуй послушно в тот мрак кромешной ночи, <…>

Пошли гнев и ярость умирающему свету.

## Персонажи
- Дерк Т’Лариен;
- Гвен Дельвано — бывшая возлюбленная Дерка, бетейн Джаана Викари;
- Аркин Руарк — друг Гвен, кимдиссец;

Кавалаанцы
- Кирак Редстил Хавис — старик-поэт, пишущий на старокавалаанском языке;

айронджейды
- Джаан Рив Вулф Высокородный Айронджейд Викари;
- Гарс Айронджейд Джанасек — тейн Джаана Викари;

охотники—брейты
- Лоримаар Рельн Винтерфокс Высокородный Брейт Аркеллор;
- Челл Ним Колдвинд фре-Брейт Дейвесон;
- Бретан Брейт Лантри — тейн Челла Дейвесона.